# Yllenus knappi
Yllenus knappi är en spindelart som beskrevs av Wesolowska, van Harten 1994. Yllenus knappi ingår i släktet Yllenus och familjen hoppspindlar. Inga underarter finns listade i Catalogue of Life.